# J.League Division 2 2001
Die J.League Division 2 2001 war die dritte Spielzeit der japanischen J.League Division 2. An ihr nahmen zwölf Vereine teil. Die Saison begann am 10. März und endete am 18. November 2001.
Meister und damit Aufsteiger in die J.League Division 1 2002 wurde Kyōto Purple Sanga. Neben Kyōto stieg auch der Vizemeister Vegalta Sendai auf.

## Modus
Die Saison wurde in einem doppelten Doppelrundenturnier ausgetragen, die Vereine spielten demnach viermal gegeneinander, zweimal zuhause und zweimal auswärts; durch die Erweiterung des Teilnehmerfeldes von elf auf zwölf Vereine ergaben sich somit insgesamt 44 Partien pro Mannschaft. Bei Gleichstand nach 90 Minuten wurde die Spielzeit um zweimal fünfzehn Minuten verlängert, wobei die Golden-Goal-Regel zur Anwendung kam. Stand es danach immer noch unentschieden, wurde das Spiel als solches gewertet.
Für einen Sieg nach regulärer Spielzeit gab es drei, für einen Sieg in der Verlängerung zwei Punkte; bei einem Unentschieden gab es für jede Mannschaft einen Zähler. Die Tabelle einer jeden Halbserie wurde also nach den folgenden Kriterien erstellt:
1. Anzahl der erzielten Punkte
2. Tordifferenz
3. Erzielte Tore
4. Ergebnisse der Spiele untereinander
5. Entscheidungsspiel oder Münzwurf

Die beiden Vereine mit den meisten Punkten stiegen am Ende der Saison in die J.League Division 1 2002 auf.

## Teilnehmer
Insgesamt nahmen zwölf Mannschaften an der Spielzeit teil, erneut eine mehr als in der Vorsaison. Hierbei stiegen der Vorjahresmeister Consadole Sapporo sowie der Vizemeister Urawa Red Diamonds in die Division 1 2001 auf; Consadole beendete damit eine zwei Jahre andauernde Periode der Zweitklassigkeit, während Urawa nach dem Ausscheiden aus der Division 1 am Ende der Saison 1999 direkt in diese Spielklasse zurückkehrte.
Ersetzt wurden die beiden Aufsteiger durch die schlechtesten zwei Mannschaften der Division 1 2000. Der Tabellenvorletzte Kyōto Purple Sanga spielte hierbei seine letzte Zweitligaspielzeit im Jahr 1995; Kawasaki Frontale dagegen kehrte dagegen nach seinem Aufstieg 1999 direkt in die Division 2 zurück.
Als neuen Verein aus der Japan Football League 2000 konnte die Liga Yokohama FC begrüßen. Der inoffizielle Nachfolgeverein der Ende 1998 mit dem Lokalrivalen Marinos fusionierten Yokohama Flügels wurde mit der Empfehlung von zwei JFL-Meisterschaften in Folge in die J.League aufgenommen.
| Verein             | Stadt/Region               | Stadion                                            |
| ------------------ | -------------------------- | -------------------------------------------------- |
| Albirex Niigata    | Niigata & Seirō, Niigata   | Niigata Stadium und Niigata City Athletic Stadium1 |
| Kawasaki Frontale  | Kawasaki, Kanagawa         | Todoroki Athletics Stadium2                        |
| Kyōto Purple Sanga | Kyōto, Kyōto               | Nishikyōgoku Athletic Stadium3                     |
| Mito HollyHock     | Mito, Ibaraki              | Hitachinaka City Stadium und Kasamatsu Stadium4    |
| Montedio Yamagata  | Yamagata, Yamagata         | Yamagata Park Stadium5                             |
| Ōita Trinita       | Ōita, Ōita                 | Ōita Athletic Stadium6                             |
| Ōmiya Ardija       | Ōmiya, Saitama             | Ōmiya Park Stadium7                                |
| Sagan Tosu         | Tosu, Saga                 | Tosu Stadium8                                      |
| Shonan Bellmare    | Hiratsuka, Kanagawa        | Hiratsuka Athletic Stadium                         |
| Vegalta Sendai     | Sendai, Miyagi             | Sendai Stadium                                     |
| Ventforet Kofu     | Städteverbund in Yamanashi | Kose Sports Park Stadium                           |
| Yokohama FC        | Yokohama, Kanagawa         | Mitsuzawa Football Stadium9                        |

Bemerkungen
1. Albirex Niigata wechselte während der Saison vom Niigata City Athletic Stadium in das Niigata Stadium; im Athletic Stadium wurden acht, im auch „Big Swan“ genannten WM-Stadion zwölf Spiele ausgetragen.[2]
2. Kawasaki Frontale stand das Todoroki Athletics Stadium ab Oktober aufgrund von ??? nicht mehr zur Verfügung, die letzten vier Heimspiele wurden daher im Nagano Athletic Stadium in Nagano, Nagano, im Edogawa Athletic Stadium und im Nishigaoka Soccer Stadium (beide in Tokio) sowie im Machida Stadium in Machida, Tokio ausgetragen.[3]
3. Kyōto Purple Sanga trug ein Heimspiel im Tottori Bank Bird Stadium in Tottori, Tottori[4]
4. Mito HollyHock trug elf Heimspiele im Hitachinaka City Stadium in Hitachinaka, Ibaraki und acht Heimspiele im Kasamatsu Stadium in Naka, Ibaraki aus. Zusätzlich dazu fanden drei Heimspiele im Tochigi Green Stadium in Tochigi, Tochigi statt.[5]
5. Montedio Yamagata trug je zwei Heimspiele im Yamagata Civic Athletic Field in Yamagata, Yamagata und im Tsuruoka Komakihara Stadium in Tsuruoka, Yamagata aus.[6]
6. Ōita Trinita trug sechs Heimspiele im Ōita Stadium in Ōita, Ōita und je ein Heimspiel im Nagasaki Athletic Stadium in Nagasaki, Nagasaki und im Kumamoto Suizenji Stadium in Kumamoto, Kumamoto aus.[7]
7. Ōmiya Ardija trug ein Heimspiel im Kōnosu Athletic Stadium in Kōnosu, Saitama aus.[8]
8. Sagan Tosu trug je ein Heimspiel im Saga Athletic Stadium in Saga, Saga, im Nagasaki Athletic Stadium in Nagasaki, Nagasaki und im Okinawa Athletic Park Stadium in Okinawa, Okinawa aus.[9]
9. Yokohama FC trug je ein Heimspiel im Yokohama International Stadium, im Nishigaoka Soccer Stadium in Tokio, im Yumenoshima Stadium in Tokio und im Tecnoport Fukui Stadium in Sakai, Fukui aus.[10]

## Trainer
| Verein             | Cheftrainer                                         |
| ------------------ | --------------------------------------------------- |
| Vegalta Sendai     | Hidehiko Shimizu                                    |
| Montedio Yamagata  | Kōichi Hashiratani                                  |
| Mito HollyHock     | Hiroshi Kobayashi → Masaaki Kanno                   |
| Omiya Ardija       | Toshiya Miura                                       |
| Kawasaki Frontale  | Yoshiharu Horii → Nobuhiro Ishizaki                 |
| Yokohama FC        | Yoshikazu Nagai → Yūji Sakakura → Katsuyoshi Shintō |
| Shonan Bellmare    | Kōji Tanaka                                         |
| Ventforet Kofu     | Luís dos Reis                                       |
| Albirex Niigata    | Yasuharu Sorimachi                                  |
| Kyoto Purple Sanga | Gert Engels                                         |
| Sagan Tosu         | Kazuhiro Kōso                                       |
| Oita Trinita       | Nobuhiro Ishizaki → Shinji Kobayashi                |

## Spieler
| Verein             | Spieler |
| ------------------ | --- |
| Vegalta Sendai     | Norio Takahashi (44/0), Susumu Watanabe (36/3), Eiji Gaya (26/0), Vieira (31/0), Ricardo (33/1), Naoki Chiba (38/1), Marcos (40/34), Nobuyuki Zaizen (39/7), Shinji Fujiyoshi (31/8), Tomohiro Hasumi (31/2), Teruo Iwamoto (34/5), Manabu Nakamura (7/0), Kazuya Iio (25/0), Yūsuke Mori (29/1), Shin’ya Mitsuoka (21/3), Shin Nakamura (42/2), Kazuhiro Murakami (4/0), Toshihiro Yahata (2/0), Satoshi Ōtomo (41/5), Tatsuya Murata (27/0), Takahiro Yamada (28/3) |
| Montedio Yamagata  | Katsumi Suzuki (43/0), Toshihiko Uchiyama (14/0), Masayuki Ōta (40/1), Yoshifumi Ōno (21/1), Taku Watanabe (28/2), Kenji Takahashi (43/0), Tatsuma Yoshida (24/0), Atsushi Nagai (37/0), Hideo Ōshima (43/12), Teppei Nishiyama (41/5), Taichi Satō (9/2), Yūsuke Satō (40/7), Gakuya Horii (31/10), Jun Kokubo (9/0), Junji Satō (1/0), Hideki Matsuda (9/2), Ryōsuke Nemoto (32/13), Takeshi Saitō (1/0), Masakazu Washida (44/4), Mitsumasa Yoda (3/0), Tetsurō Uki (39/0), Kentarō Suzuki (43/0), Ippei Saga (20/1), Issei Yoshimi (2/0) |
| Mito HollyHock     | Kōji Homma (31/0), Masanori Kizawa (34/0), Makoto Takeya (19/0), Keiju Karashima (6/0), Toshimasa Toba (21/0), Masato Yamasaki (17/0), Masaaki Koido (6/0), Yōhei Takasu (3/0), Daisuke Sudō (43/10), Nobuyasu Ikeda (8/1), Yoshio Kitagawa (5/0), Yoshio Kitajima (36/1), Yū Kawamura (40/3), Kazuaki Kamizono (25/1), Ken’ichi Sugano (11/0), Takehiro Ōtani (6/0), Nozomu Kanaguchi (5/0), Takayoshi Ono (28/2), Ken Ishikawa (15/0), Takashi Kiyama (27/0), Hirohito Nakamura (9/0), Hwang Hak-sun (17/0), Daisuke Tomita (36/2), Keita Isozaki (25/0), Yōichi Mori (9/0), Toshiki Koike (16/1), Masahiro Ōhashi (35/7), Masaki Ogawa (21/0), Sin Byung-ho (28/11), An Sun-jin (22/0) |
| Omiya Ardija       | Atsushi Shirai (39/0), Seiichirō Okuno (39/1), Yūji Kamimura (30/3), Toninho (39/1), Ryūgo Okamoto (43/0), Masato Harasaki (43/2), Hideyuki Ujiie (37/0), Ken Iwase (20/2), Valdes (18/21), Daisuke Tonoike (12/4), Jorginho (14/3), Kazushi Isoyama (22/4), Shinji Ōtsuka (40/3), Masato Saitō (31/1), Akinori Kosaka (23/4), Masahiro Miyashita (13/0), Daiju Matsumoto (12/0), Hidetoyo Watanabe (5/0), Tetsuya Nishiwaki (5/1), Yūsuke Shimada (1/0), Kōsuke Kitani (1/0), Satoshi Yokoyama (23/4), Hiromasa Suguri (10/0), Masahiro Andō (44/5), Bare (30/13) |
| Kawasaki Frontale  | Takeshi Urakami (16/0), Eiji Takada (9/1), Tetsuya Asano (8/0), Yoshinobu Minowa (36/5), Tōru Oniki (40/0), Daniel (5/1), Edmilson (20/2), Emerson (18/19), Kōhei Morita (7/1), Ricardinho (14/3), Ailton (10/2), Tatsuru Mukōjima (11/1), Hideki Katsura (1/0), Tetsuya Ōishi (5/0), Yoshinori Doi (9/0), Yoshinori Abe (30/4), Kazuki Ganaha (31/2), Akira Konno (35/9), Akira Itō (33/2), Yasuhiro Nagahashi (15/0), Yoshimi Sasahara (20/0), Luiz (1/0), Tomoaki Kuno (42/1), Taketo Shiokawa (28/3), Hiroki Itō (43/1), Takashi Aizawa (9/0), Tōru Ojima (12/0), Takumi Watanabe (14/1), Kazuhisa Iijima (43/1), Kōhei Hayashi (39/9)                                                |
| Yokohama FC        | Hiroki Mizuhara (42/0), Yukinori Shigeta (38/0), Tsuyoshi Yoshitake (16/1), Mikio Manaka (17/1), Masakazu Kōda (5/0), Hiroaki Kumon (26/0), Yoshikazu Gotō (42/1), Masaaki Takada (20/0), Kenji Arima (42/10), Yūichi Yōda (12/2), Kōsaku Masuda (29/3), Akihiro Yoshida (2/0), Hirotoshi Yokoyama (27/1), Narita Takaki (42/2), Hiroaki Tajima (41/3), Taijirō Kurita (16/0), Tomotaka Kitamura (15/3), Shingi Ono (42/14), Tomohide Nakazawa (15/0), Tamotsu Komatsuzaki (23/0), Masami Satō (22/3), Shingo Morita (40/3), Takuya Jinno (25/8), Shin’ya Sakoi (17/0) |
| Shonan Bellmare    | Yūji Itō (38/0), Jun Ideguchi (29/1), Takuya Kawaguchi (25/0), Palacios (39/3), Hiroyuki Shirai (15/0), Takafumi Hori (33/1), Angulo (12/2), Dinas (18/1), Keisuke Kurihara (33/17), Yasunori Takada (41/17), Gaviria (23/4), Ryō Sakai (15/1), Jun’ichi Watanabe (7/0), Yasuhide Ihara (32/2), Nobuhiro Sadatomi (3/0), Tomohiko Itō (1/0), Suguru Itō (5/0), Kōji Sakamoto (39/8), Tatsuhiro Nishimoto (16/0), Manabu Komatsubara (5/0), Masahito Suzuki (5/0), Teruyuki Moniwa (29/0), Yū Tokisaki (3/0), Kazuhiko Tanabe (4/0), Daisuke Kimori (16/1), Kōji Nakazato (31/1), Yoshikazu Suzuki (43/5), Kei Sugimoto (9/0), Ken’ichirō Tokura (15/0), Takuma Sugano (11/0)              |
| Ventforet Kofu     | Hiromasa Azuma (25/0), Yūsaku Tanioku (38/1), Takashi Sambonsuge (18/0), Makoto Kaneko (38/3), Daisuke Ishihara (17/0), Hideaki Matsuura (13/0), Hiroyuki Dobashi (13/0), Teppei Uchida (1/0), Ken Fujita (35/4), Kazuki Kuranuki (25/0), Alex (26/3), Masahiro Kanō (37/1), Atsushi Mio (33/2), Shin’ya Hōshido (18/1), Keisuke Ōta (43/11), Hitoshi Matsushima (27/3), Freitas (20/0), Kenji Nakada (34/0), Vagner (3/0), Tsuyoshi Tanikawa (20/0), Deili (13/1), Jun Mizukoshi (9/0), Yūsuke Kawakita (13/0), Wataru Ōta (6/0), Satoru Yoshida (30/3), Katsuya Ishihara (30/2), Masatoshi Matsuda (12/2)                                                                               |
| Albirex Niigata    | Keiichirō Nakano (2/0), Sergio (35/4), Nobuhiro Shiba (7/0), Katsuo Kanda (32/0), Tadahiro Akiba (43/0), Yoshito Terakawa (42/11), Marquinho (26/1), Shingo Suzuki (42/16), Lindomar (3/0), Andradina (18/6), Hisashi Kurosaki (44/21), Naotaka Takeda (1/0), Kenji Arai (20/0), Naoki Takahashi (40/1), Isao Homma (11/1), Takamichi Kobayashi (4/0), Masayuki Ōnishi (13/0), Takayuki Nishigaya (37/0), Kōhei Inoue (35/0), Yōsuke Nozawa (44/0), Taichi Hasegawa (5/0), Masahiro Fukazawa (41/1), Ryōji Ujihara (41/15), Satoru Kobayashi (13/1) |
| Kyoto Purple Sanga | Naohito Hirai (15/0), Hiroshi Noguchi (40/4), Tadashi Nakamura (26/2), Naoto Ōtake (18/2), Kazuki Teshima (42/0), Jin Satō (24/1), Park Ji-sung (38/3), Makoto Atsuta (37/3), Teruaki Kurobe (41/30), Daisuke Matsui (37/7), Kiyotaka Ishimaru (37/3), Masahiko Nakagawa (29/0), Kenji Miyazaki (4/0), Michiyasu Osada (7/0), Tomoaki Matsukawa (36/3), Shigeki Tsujimoto (20/2), Shin’ya Tomita (11/0), Yūsaku Ueno (42/10), An Hyo-yeon (39/8), Kentarō Yoshida (2/0), Kazuhiro Suzuki (29/0), Makoto Kakuda (8/0), Sowisz (11/1) |
| Sagan Tosu         | Yoshiki Maeda (7/0), Kōji Arimura (41/3), Kōhei Yamamichi (31/0), Rikiya Kawamae (35/2), Yoshinori Matsuda (21/0), Keisuke Mori (13/1), Ōmi Satō (32/10), Kōsei Kitauchi (39/1), Kōichirō Katafuchi (7/0), Katsuhiro Suzuki (23/1), Hideaki Tominaga (16/2), Kōichi Sekimoto (25/1), Kenta Shimaoka (25/0), Kenji Takagi (37/0), Tetsuharu Yamaguchi (37/0), Kōichi Higashi (27/2), Ryō Fukudome (23/1), Goichi Ishitani (8/0), Yoshiyuki Takemoto (10/1), Hiroshi Morita (17/5), Tatsuomi Koishi (19/6), Takashi Furukawa (9/0), Jirō Yabe (33/4), Haruhiko Satō (38/3), Satoshi Miyagawa (11/0), Michael Yano (20/2)                                                                    |
| Oita Trinita       | Kazuya Maekawa (38/0), Takashi Miki (23/0), Yōsuke Ikehata (24/0), Staelens (26/2), Kazuki Satō (16/1), Daiki Wakamatsu (8/1), Motoki Kawasaki (11/0), Yoshirō Nakamura (14/0), Iwao Yamane (28/3), Kubica (11/6), Bentinho (19/16), Choi Monn-sik (9/2), Takayuki Yoshida (41/15), Yūzō Funakoshi (27/9), Takashi Shōji (2/0), Takeo Harada (40/0), Takashi Umeda (23/3), Keita Kanemoto (13/0), Yūzō Wada (5/0), Ichizō Nakata (18/1), Shōta Matsuhashi (25/0), Kenji Koyama (7/0), Akira Kaji (41/0), Tetsuya Yamazaki (25/1), Toshihiro Yoshimura (32/1), Takuya Jinno (9/0), Luciano (9/1), Daiki Takamatsu (22/8), Yoshiya Takemura (37/2), Leandro (4/0)                           |

## Statistik

### Tabelle
| Pl.               | Verein                 | Sp. | S90 | SV | U | N90 | NV | Tore  | Diff. | Punkte |
| ----------------- | ---------------------- | --- | --- | -- | - | --- | -- | ----- | ----- | ------ |
| 01.               | Kyōto Purple Sanga (A) | 44  | 23  | 5  | 5 | 11  | 0  | 79:48 | +31   | 84     |
| 02.               | Vegalta Sendai         | 44  | 24  | 3  | 5 | 09  | 3  | 78:56 | +22   | 83     |
| 03.               | Montedio Yamagata      | 44  | 20  | 7  | 6 | 07  | 4  | 61:39 | +22   | 80     |
| 04.               | Albirex Niigata        | 44  | 22  | 4  | 4 | 07  | 7  | 79:47 | +32   | 78     |
| 05.               | Ōmiya Ardija           | 44  | 20  | 6  | 6 | 11  | 1  | 73:43 | +30   | 78     |
| 06.               | Ōita Trinita           | 44  | 24  | 1  | 4 | 09  | 6  | 75:52 | +23   | 78     |
| 07.               | Kawasaki Frontale (A)  | 44  | 17  | 3  | 3 | 17  | 4  | 69:60 | +09   | 60     |
| 08.               | Shonan Bellmare        | 44  | 16  | 4  | 4 | 18  | 2  | 64:61 | +03   | 60     |
| 09.               | Yokohama FC (N)        | 44  | 12  | 3  | 1 | 25  | 3  | 58:81 | −23   | 43     |
| 10.               | Sagan Tosu             | 44  | 08  | 2  | 4 | 28  | 2  | 45:82 | −37   | 32     |
| 11.               | Mito HollyHock (N)     | 44  | 05  | 3  | 4 | 25  | 7  | 41:93 | −52   | 25     |
| 12.               | Ventforet Kofu         | 44  | 07  | 1  | 2 | 31  | 3  | 38:98 | −60   | 25     |
| Stand: Saisonende |                        |     |     |    |   |     |    |       |       |        |

|     | Aufstieg in die J.League Division 1 2002: Kyōto Purple Sanga, Vegalta Sendai      |
| (A) | Absteiger aus der J.League Division 1 2000: Kyōto Purple Sanga, Kawasaki Frontale |
| (N) | Neuling aus der Japan Football League 2000: Yokohama FC                           |